# Ponte Romano (Aquila)
Der Ponte Romano in Aquila TI im Bleniotal ist eine 1461 erbaute Steinbogenbrücke. Sie gehört zu den ältesten erhaltenen Steinbogenbrücken der Schweiz. Die Brücke wurde 1965 und 1975 restauriert. 
Die Brücke diente früher der Hauptstrasse durch das Bleniotal und überquerte den Brenno. Sowohl der Fluss wie die Hauptstrasse wurden verlegt, so dass die Brücke heute keine Funktion mehr hat. Heute führt eine Fahrstrasse unter der Brücke durch, die einige Weiler erschliesst und nicht durchgehend ist.